# Atlantische baardvis
De Atlantische baardvis (Polymixia nobilis) is een straalvinnige vissensoort uit de familie van barbudo's (Polymixiidae). De wetenschappelijke naam van de soort is voor het eerst geldig gepubliceerd in 1838 door Lowe.

Verspreidingsgebied van Polymixia nobilis